# Girolamo Fontanella
Girolamo Fontanella (Napoli, 1612 circa ? – Napoli, 1644 circa) è stato uno scrittore e poeta italiano del Seicento, di gusto barocco, seguace di Giovan Battista Marino.

## Biografia

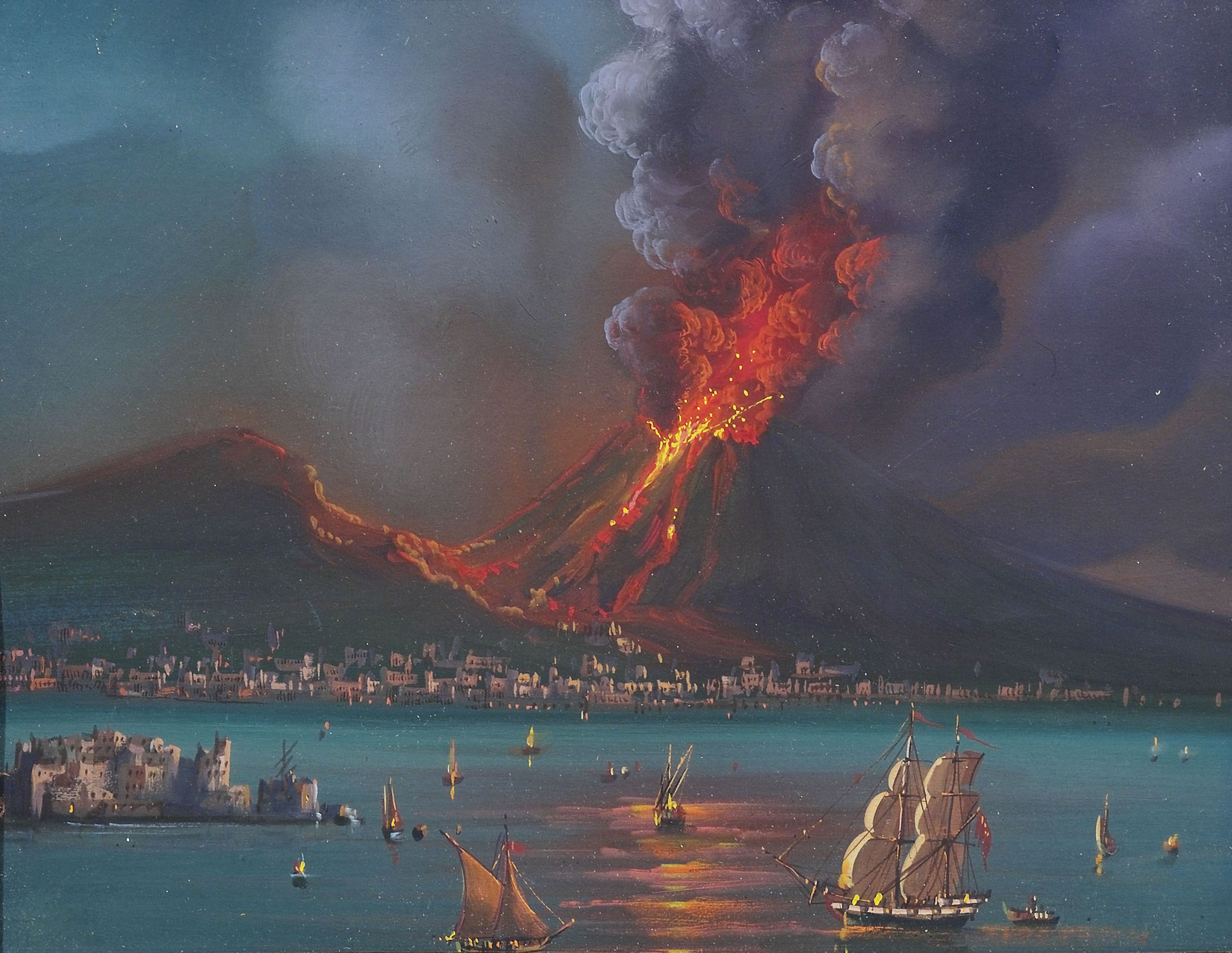
Eruzione del Vesuvio nel XVII secolo

Assai scarse le informazioni biografiche. Se sul luogo di nascita sussistono pochi dubbi, sulla data sono state avanzate mere ipotesi (1612 circa per il Croce, tra il 1603 e il 1607 secondo altri), nessuna delle quali decisiva. Certo è che nell'anno di pubblicazione delle sue Ode, il 1633, il Fontanella doveva essere ancora assai giovane; scrive infatti nella seconda dedicatoria delle Ode: "Non manca chi mi rimproveri ch'in età giovanile mi sia troppo accelerato questi anni a dietro a publicar le mie Ode". è invece la sua iscrizione a varie accademie napoletane, come l'Accademia degli Infuriati, l'Accademia degli Erranti (in quest'ultima con il nome di "lo Smarrito"), e soprattutto all'Accademia degli Oziosi, istituzione che ebbe tra i suoi membri alcuni fra i maggiori intellettuali della prima metà del Seicento. L'intensa frequentazione di gentiluomini, letterati e artisti napoletani, ben attestata dalle dediche contenute nella sezione encomiastica del suo canzoniere Nove cieli, induce a ritenere che il Fontanella godesse di un certo prestigio sociale o, quanto meno, di una certa notorietà "negli ambienti napoletani più influenti".
Morì tra il 9 marzo 1643, data dell'ultima dedica da lui firmata, e il 20 aprile 1644, data in cui l'amico Giambattista Risico di Simone firma una dedica su istanza dall'autore morente.

## Opere
La poesia di Girolamo Fontanella si muove all'insegna di un secentismo esente da eccessi, dove gli spunti melici sembrano prevalere sulle arditezze del concettismo.
Il poeta pubblicò, i suoi due primi componimenti (un'ode in versi e un breve encomio in prosa) nel 1628. Nel 1632 diede alle stampe l'ode L'incendio rinovato del Vesuvio, dedicata a un'eruzione del vulcano partenopeo e dettata da un vivo interesse per i fenomeni naturali. Le opere della sua maturità poetica sono però le tre raccolte Ode (Bologna, 1633), Nove cieli (Napoli, 1640) e le Elegie (Napoli, 1645)..
Le Ode, diviso in due libri, contiene circa cento lunghi componimenti celebrativi di vario metro e materia disparata, fra i quali spiccano, per la consistenza del personaggio, le due odi in elogio di Artemisia Gentileschi (cui in seguito dedicherà anche quattro sonetti).
I Nove cieli è, come suggerisce il titolo, diviso in nove sezioni, ciascuna dedicata a una delle sfere celesti (Luna, Mercurio, Venere, Sole, Marte, Giove, Saturno, Stelle, Empireo) e ai temi ad essi riconducibili (così, per es., quello della Luna è dedicato agli elementi ed eventi naturali, quello di Mercurio alle ambascerie e all'oratoria, quello di Venere all'amore, ecc.). In coda al "Cielo del Sole" figura una serie di sonetti non fontanelliani, intitolata "Sonetti di diversi dall'autore".
Le Elegie furono pubblicate postume, con alcuni argomenti a firma dell'amico e accademico errante Giambattista Risico di Simone ("il Disunito").

## Un testo esemplificativo
Sorge ne l'India mostrüosa pietra
che di rara virtù prodigi apporta,
e tante grazie di natura impetra
ch'al dubbioso nocchier fa l'alma accorta.
Quando l'aria è più torbida e più tetra,
li fa per mezzo a le procelle scorta;
e quando stella non appar ne l'etra,
sbigottita la gente in mar conforta.
Non possiede e non regge alma spirante,
e tal spira virtù stupende e rare
che 'l metallo di Marte abbraccia amante.

Or chi dubbia non sa l'arte d'amare
e a capirla non è - donne - bastante,
d'una rigida pietra oggi l'impare.
(Girolamo Fontanella, Alla calamita)